# Raroia (atolón)
Raroia o Raro-nuku es un atolón de las Tuamotu, en la Polinesia Francesa. Administrativamente es una comuna asociada a la comuna de Makemo. Está situado a 740 km al noreste de Tahití y a 6 km al suroeste de Takume.

## Geografía
El atolón tiene forma ovalada, de 43 km de largo y 14 km de ancho. La superficie total es de 41 km². Dispone de un paso navegable al interior de la laguna. La villa principal es Garumaova. La población total era de 349 habitantes en el censo del 2012, que viven principalmente de la pesca y la perlicultura. No dispone de infraestructuras.

## Historia
Pedro Fernández de Quirós fue el primer europeo en avistarla en 1605 nominándola Isla de la Fugitiva. Bellingshausen la visitó en 1820 y le dio el nombre de Barclay de Tolly.
En 1947 se hizo famoso por la historia de la Kon Tiki. El noruego Thor Heyerdahl construyó una barca tradicional de madera y bambú, parecida a las que utilizaban los Incas para desplazarse por el lago Titicaca. Para demostrar que era posible la navegación prehistórica y el poblamiento de la Polinesia desde América, hizo un viaje de 101 días desde Perú hasta Raroia.

## Galería

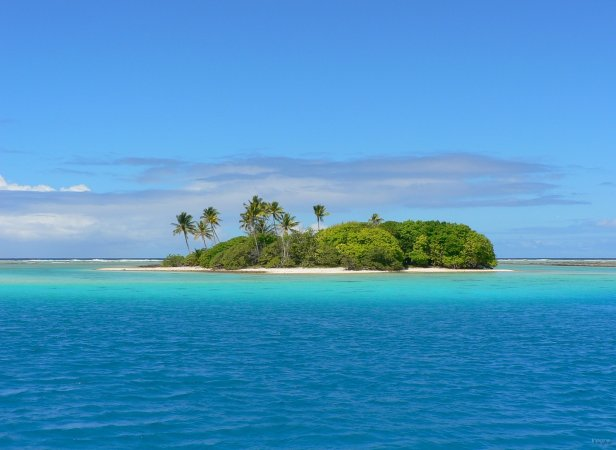
Vista del atolón desde altamar.
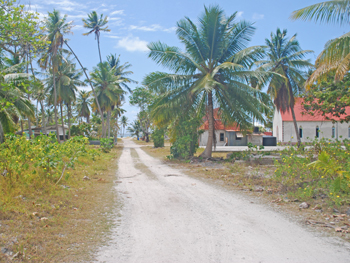
Villa de Garumaoa
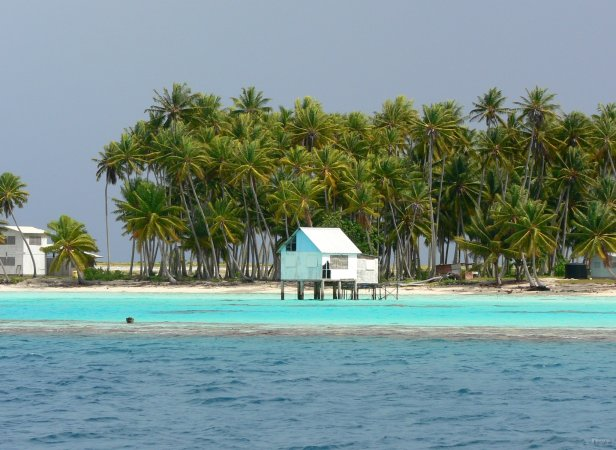
Factoría perlifera.
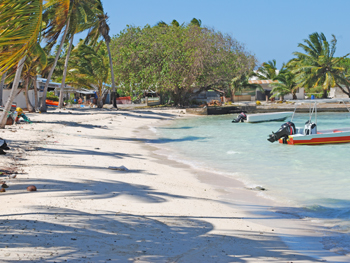
Playa.